# EHF European Cup 2023-2024 (maschile)
L'EHF European Cup 2023-2024 è stata la 27ª edizione della EHF European Cup, la terza coppa per club più importante d'Europa, organizzata dall'European Handball Federation (EHF).

## Squadre partecipanti
La manifestazione vede al via 76 squadre, una in meno della scorsa edizione. Sono state escluse dalla partecipazione le squadre russe e bielorusse.
| Round 2                   | Round 2                  | Round 2                        | Round 2                     | Round 2 | Round 2 |
| ------------------------- | ------------------------ | ------------------------------ | --------------------------- | ------- | ------- |
| Förthof UHK Krems         | HC Linz AG               | Azeryol HC                     | Kur                         |         |         |
| HC Visé BM                | Sezoens Achilles Bocholt | RK Leotar                      | RK Vogošća                  |         |         |
| MRK Sesvete               | MRK Trogir               | Sabbianco Anorthosis Famagusta | Parnassos Strovolou         |         |         |
| HBC Karviná               | HK FCC Město Lovosice    | Põlva Serviti                  | Viljandi HC                 |         |         |
| H71                       | VIF                      | BK-46                          | Riihimäki Cocks             |         |         |
| AC PAOK                   | Olympiacos SFP           | Ferencvárosi-Green Collect     | Afturelding                 |         |         |
| IBV                       | Hapoel Ashdod            | Maccabbi G CITY Rishon LeZion  | Raimond Ego Sassari         |         |         |
| Sidea Group Junior Fasano | KH Besa Famgas           | KH Trepça-M                    | ZRHK TENAX Dobele           |         |         |
| Dragūnas Klaipėda         | Vilnius HC Šviesa        | Handball Esch                  | HB Red Boys Differdange     |         |         |
| RK Budućnost Podgorica    | HV Kras/Volendam         | GRK Tikveš                     | Runar Sandefjord Elite      |         |         |
| Nærbø IL                  | CSA Steaua Bucarest      | CS Minaur Baia Mare            | Metaloplastika Elixir Šabac |         |         |
| Rukometni klub Partizan   | HC Tatran Prešov         | MRK Krka                       | BSV Bern Muri               |         |         |
| Beykoz BLD SK             | Sakarya Büyüksehir BSK   | Motor                          | Odesa                       |         |         |
| Round 1                   |                          |                                |                             |         |         |
| Bregenz Handball          | HC Fivers                | RK Sloboda                     | ROBE Zubří                  |         |         |
| SKKP Handball Brno        | HC Tallinn               | Mistra                         | Neistin                     |         |         |
| Team Klaksvik             | IFK Helsinki             | AC Diomidis Argous             | FH Hafnarfjörðar            |         |         |
| Valur                     | Yuvalim Holon HC         | Alperia Black Devils           | SSV Brixen Handball         |         |         |
| Granitas-Karys            | HC Amber                 | HC Berchem                     | HB Käerjeng                 |         |         |
| RK Dinamo Pančevo         | Beşiktaş Safi Cimento    | Spor Toto SK                   | HC Donbass                  |         |         |

## Round 1
Il sorteggio per il primo turno si è tenuto il 18 luglio 2023 a Vienna, nella sede dell'European Handball Federation. Le gare di andata si svolgono tra il 9 e il 10 settembre, mentre le gare di ritorno tra il 16 e il 17 settembre.
| Squadra 1             | Totale | Squadra 2      | Andata | Ritorno |
| --------------------- | ------ | -------------- | ------ | ------- |
| Alperia Black Devils  | 58-60  | Dinamo Pančevo | 27-30  | 31-30   |
| Beşiktaş Safi Cimento | 84-49  | Donbass        | 41-30  | 43-19   |
| Mistra                | 49-63  | Bregenz        | 25-30  | 24-34   |
| Tallinn               | 50-60  | Käerjeng       | 26-26  | 24-34   |
| Brno                  | 56-54  | ROBE Zubři     | 28-22  | 28-33   |
| Helsinki              | 57-65  | Spor Toto      | 28-29  | 29-36   |
| Yuvalim Holon         | 64-49  | Neistin        | 34-23  | 30-26   |
| Diomidis Argous       | 50-58  | Hafnarfjörðar  | 32-32  | 18-26   |
| Berchem               | 56-66  | Fivers         | 33-33  | 23-33   |
| Klaksvik              | 37-53  | Sloboda        | 19-30  | 18-23   |
| Valur                 | 60-52  | Granitas-Karys | 27-24  | 33-28   |
| Amber                 | 52-62  | Brixen         | 23-34  | 29-28   |

## Round 2
Il sorteggio per il primo turno si è tenuto il 18 luglio 2023 a Vienna, nella sede dell'European Handball Federation. Le gare di andata si svolgono tra il 14 e il 15 ottobre, mentre le gare di ritorno tra il 21 e il 22 ottobre. Il Sabbianco Anorthosis Famagusta è stata eliminata a tavolino come conseguenza dei disordini compiuti dai tifosi durante la partita contro il Gorenje Velenje dell'edizione precedente. Le partite che vedevano protagoniste le squadre israeliane sono state annullate a causa dell'attacco terroristico di Hamas allo stato di Israele.
| Squadra 1                      | Totale | Squadra 2                    | Andata | Ritorno |
| ------------------------------ | ------ | ---------------------------- | ------ | ------- |
| Dinamo Pančevo                 | 71-69  | KRAS/Volendam                | 30-33  | 41-36   |
| Sabbianco Anorthosis Famagusta | 0-20   | Metaloplastika Elixisr Šabac | 0-10   | 0-10    |
| Sidea Group Junior Fasano      | 49-56  | Brno                         | 29-28  | 20-28   |
| Viljandi                       | 48-65  | Krka                         | 23-32  | 25-33   |
| Hafnarfjörðar                  | 64-57  | Partizan                     | 34-34  | 30-23   |
| Maccabi G CITY Rishon LeZion   | 0-20   | Sloboda                      | 0-10   | 0-10    |
| Riihimäki Cocks                | 51-69  | Bern                         | 25-29  | 26-40   |
| Leotar                         | 53-48  | TENAX Dobele                 | 24-22  | 29-26   |
| Ferencvárosi-Green Collect     | 84-47  | Parnassos Strovolou          | 44-25  | 40-22   |
| Beykoz                         | 58-62  | Visé                         | 31-29  | 27-33   |
| Raimond Ego Sassari            | 53-69  | Olimpyacos                   | 24-31  | 29-38   |
| Põlva Serviti                  | 57-71  | Valur                        | 29-32  | 28-39   |
| IBV                            | 69-64  | Red Boys Differdange         | 34-30  | 35-34   |
| Vilnius Šviesa                 | 53-59  | Bregenz                      | 23-32  | 30-27   |
| Sesvete                        | 64-39  | Kur                          | 30-15  | 34-24   |
| BK-46                          | 20-0   | Yuvalim Holon                | 10-0   | 10-0    |
| Tikveš                         | 58-62  | Förthof Krems                | 33-29  | 25-33   |
| Azeryol                        | 41-80  | Brixen                       | 22-43  | 19-37   |
| Nærbø                          | 50-51  | Afturelding                  | 27-22  | 23-29   |
| Besa Famgas                    | 52-83  | Beşiktaş Safi Cimento        | 24-43  | 28-40   |
| Esch                           | 58-61  | VIF                          | 30-31  | 28-30   |
| Runar Sandefjord               | 80-61  | Sakarya Büyüksehir           | 42-29  | 38-32   |
| Trogir                         | 58-44  | H71                          | 29-22  | 29-22   |
| Käerjeng                       | 57-63  | Motor                        | 27-31  | 30-33   |
| Sezoens Achilles Bocholt       | 58-53  | Dragūnas Klaipėda            | 32-27  | 26-26   |
| Linz                           | 52-51  | PAOK                         | 27-26  | 25-25   |
| Steaua București               | 20-0   | Hapoel Hashdod               | 10-0   | 10-0    |
| Minaur Baia Mare               | 91-53  | Odesa                        | 52-26  | 39-27   |
| Karviná                        | 64-62  | Fivers                       | 32-26  | 32-36   |
| Trepça-M                       | 57-58  | Vogošća                      | 27-27  | 30-31   |
| Město Lovosice                 | 54-68  | Tatran Prešov                | 28-32  | 26-36   |
| Spor Toto                      | 54-41  | Budućnost Podgorica          | 31-24  | 23-17   |

## Round 3
Il sorteggio per il terzo turno si è tenuto il 24 ottobre 2023 a Vienna, nella sede dell'European Handball Federation. Le gare di andata si svolgono tra il 25 e il 26 novembre, mentre le gare di ritorno tra il 2 e il 3 dicembre.
| Squadra 1                   | Totale | Squadra 2                  | Andata | Ritorno |
| --------------------------- | ------ | -------------------------- | ------ | ------- |
| Förthof Krems               | 62-60  | IBV                        | 30-28  | 32-32   |
| Metaloplastika Elixir Šabac | 61-59  | BK-46                      | 31-29  | 30-30   |
| Bregenz                     | 61-58  | Runar Sandefjord           | 33-29  | 28-29   |
| Visé                        | 58-68  | Krka                       | 27-31  | 31-37   |
| Sloboda                     | 61-53  | Spor Toto                  | 34-25  | 27-28   |
| Afturelding                 | 49-55  | Tartan Prešov              | 24-27  | 25-28   |
| Leotar                      | 48-56  | Karviná                    | 27-28  | 21-28   |
| Brixen                      | 75-72  | VIF                        | 37-35  | 38-37   |
| Minaur Baia Mare            | 58-52  | Dinamo Pančevo             | 33-23  | 25-29   |
| Motor                       | 59-68  | Valur                      | 31-35  | 28-33   |
| Bern                        | 57-62  | Ferencvárosi-Green Collect | 33-29  | 24-33   |
| Vogošća                     | 57-52  | Brno                       | 30-23  | 27-29   |
| Steaua București            | 64-53  | Linz                       | 33-23  | 31-30   |
| Trogir                      | 54-63  | Olimpyacos                 | 26-27  | 28-36   |
| Sesvete                     | 63-65  | Beşiktaş Safi Cimento      | 34-27  | 29-38   |
| Hafnarfjörðar               | 68-62  | Sezoens Achilles Bocholt   | 35-26  | 33-36   |

## Ottavi di finale
Il sorteggio per gli ottavi di finale si è tenuto il 5 dicembre 2023 a Vienna, nella sede dell'European Handball Federation. Le gare di andata si svolgono tra il 10 e l'11 febbraio, mentre le gare di ritorno tra il 17 e il 18 febbraio.
| Squadra 1             | Totale | Squadra 2                   | Andata | Ritorno |
| --------------------- | ------ | --------------------------- | ------ | ------- |
| Brixen                | 48-66  | Olimpyacos                  | 23-29  | 25-37   |
| Beşiktaş Safi Cimento | 68-73  | Ferencvárosi-Green Collect  | 32-34  | 36-39   |
| Minaur Baia Mare      | 70-51  | Vogošća                     | 36-26  | 34-25   |
| Sloboda               | 41-48  | Krka                        | 15-19  | 26-29   |
| Steaua București      | 57-56  | Karviná                     | 28-27  | 29-29   |
| Valur                 | 57-54  | Metaloplastika Elixir Šabac | 27-26  | 30-28   |
| Förthof Krems         | 56-59  | Bregenz                     | 26-26  | 30-33   |
| Hafnarfjörðar         | 58-61  | Tartan Prešov               | 35-30  | 23-31   |

## Quarti di finale
| Squadra 1                  | Totale | Squadra 2     | Andata | Ritorno |
| -------------------------- | ------ | ------------- | ------ | ------- |
| Olimpyacos                 | 56-45  | Krka          | 31-26  | 25-19   |
| Ferencvárosi-Green Collect | 63-57  | Tartan Prešov | 32-29  | 31-28   |
| Steaua București           | 65-72  | Valur         | 35-36  | 30-36   |
| Minaur Baia Mare           | 65-61  | Bregenz       | 37-31  | 28-30   |

## Semifinali
| Squadra 1                  | Totale | Squadra 2        | Andata | Ritorno |
| -------------------------- | ------ | ---------------- | ------ | ------- |
| Ferencvárosi-Green Collect | 60-67  | Olimpyacos       | 28-28  | 32-39   |
| Valur                      | 66-52  | Minaur Baia Mare | 36-28  | 30-24   |

## Finale
| Squadra 1 | Totale | Squadra 2  | Andata | Ritorno        |
| --------- | ------ | ---------- | ------ | -------------- |
| Valur     | 62-61  | Olimpyakos | 30-26  | 32-35 (d.t.r.) |